# Битка при Аскулум (89 пр.н.е.)
Вижте пояснителната страница за други значения на Битка при Аскулум.
Битката при Аскулум (на латински: Asculum) се състои през 89 пр.н.е. по време на Съюзническата война.
Римската република с консул Гней Помпей Страбон с неговите три легиона побеждава въстаналите италийски племена с командир генерал Гай Юдацилий. Страбон получава през декември същата година триумф в Рим.